# Триндади (Сан-Томе и Принсипи)
Тринда́ди[уточнить] (порт. Trindade) — город в округе Ми-Сочи на острове Сан-Томе в государстве Сан-Томе и Принсипи. Является вторым по численности населения после столицы — города Сан-Томе. Расположен на острове Сан-Томе в 10 км от столицы. Является административным центром округа Ми-Сочи.
Население 6636 человек (на 1 января 2005, оценка). В 2000 году было 6049 человек (по переписи). Город соединяется шоссе со столицей Сан-Томе и другими крупными городами на острове.

## Население
| Год       | 1999  | 2001  | 2004  | 2006  | 2008  | 2010  | 2012  |
| Население | 6 636 | 6 049 | 6 636 | 7 793 | 7 848 | 8 134 | 8 392 |